# Уровень, не вызывающий видимых отрицательных эффектов
Уровень, не вызывающий видимых отрицательных эффектов (англ. No-observed-adverse-effect level) — уровень воздействия на организм какого-либо химического вещества, обнаруженный в ходе эксперимента или наблюдения, при котором не происходит биологически или статистически значимого увеличения частоты или тяжести каких-либо неблагоприятных эффектов тестируемого вещества. При разработке или тестировании лекарств УНВОЭ оценивается на лабораторных животных, таких как мыши, до начала испытаний на людях, чтобы установить безопасную клиническую начальную дозу для людей. Организация экономического сотрудничества и развития публикует рекомендации по доклиническим оценкам безопасности, чтобы помочь учёным определить УНВОЭ.

## Краткое описание
Некоторые неблагоприятные последствия для подвергшегося воздействию населения по сравнению с соответствующим контролем могут включать изменение морфологии, функциональных возможностей, роста, развития или продолжительности жизни человека. УНВОЭ определяется или предлагается квалифицированным персоналом, часто фармакологом или токсикологом.
УНВОЭ может быть определён как «самая высокая доза вещества в ходе эксперимента, которая не вызывает никак побочных эффектов», что означает, что в лабораторных условиях это уровень, при котором побочные эффекты отсутствуют. В нём либо не рассматриваются эффекты препарата в отношении продолжительности и дозы, либо не рассматривается интерпретация риска на основе токсикологических значимых эффектов.
В токсикологии это, в частности, самая высокая изученная доза или концентрация вещества (например, лекарства или химического вещества) или агента (например, излучения), при которой не обнаруживается неблагоприятного воздействия на подвергавшиеся УНВОЭ тестируемые организмы, где более высокие дозы или концентрации приводили к неблагоприятному эффекту.
УНВОЭ может использоваться в процессе установления зависимости «доза-реакция», что является фундаментальным шагом в большинстве методологий оценки риска.
Агентство по охране окружающей среды США даёт такое определение УНВОЭ: «это уровень воздействия, при котором не происходит статистически или биологически значимого увеличения частоты или тяжести неблагоприятных последствий между подвергающимся воздействию населением и его соответствующим контролем; некоторые эффекты могут возникать на этом уровне, но они не считаются неблагоприятными или предшествующими неблагоприятным последствиям. В эксперименте с несколькими значениями УНВОЭ основное внимание регулирующих органов уделяется наивысшему из них, что приводит к распространённому использованию термина УНВОЭ как максимальному воздействию без неблагоприятных последствий».